# Liens d'acier
Pour plus de détails, voir Fiche technique et Distribution.
Liens d'acier (Fled) est un thriller américain réalisé par Kevin Hooks en 1996.

## Synopsis
Pour coincer au tribunal un parrain de la mafia cubaine, les agents du FBI ont besoin de matériau, et il se pourrait qu'un petit hacker qui est actuellement en train de purger sa peine puisse le leur fournir. Comment procéder ?

## Fiche technique
- Titre : Liens d'acier
- Titre québécois : Fuir
- Titre original : Fled
- Scénario : Preston A. Whitmore II (en)
- Production : Frank Mancuso Jr., Preston A. Whitmore II, Vikki Williams pour Metro-Goldwyn-Mayer (MGM)
- Musique : Graeme Revell
- Photographie : Matthew F. Leonetti
- Pays :  États-Unis
- Langue : anglais / espagnol
- Genre : Action, policier, comédie dramatique
- Durée : 98 min / USA : 105 min (original cut)
- Couleur : DeLuxe
- Aspect Ratio : 1.85 : 1
- Son : DTS
- Classification : États-Unis : R (certificat #34418 - violence, grossièreté et érotisme), interdit aux moins de 12 ans.
- Dates de sortie : 
  -  États-Unis : 19 juillet 1996
  -  France : 27 novembre 1996

## Distribution
- Laurence Fishburne (VF : Thierry Desroses ; VQ : Jean-Marie Moncelet) : Charles Piper
- Stephen Baldwin (VF : Jérôme Rebbot ; VQ : Gilbert Lachance) : Mark Dodge
- Will Patton (VF : Marc François ; VQ : Pierre Auger) : l'inspecteur Matthew 'Gib' Gibson
- Robert John Burke (VF : Joël Martineau ; VQ : Vincent Davy) : l'U.S. Marshal Pat Schiller
- Robert Hooks (VF : Med Hondo ; VQ : Éric Gaudry) : le lieutenant Henry Clark
- Victor Rivers (VF : Mostéfa Stiti ; VQ : Luis de Cespedes) : Rico Santiago
- David Dukes (VQ : Hubert Gagnon) : le D.A. Chris Paine
- Ken Jenkins (VF : Jean-Claude Sachot ; VQ : Claude Préfontaine) : Warden Nichols
- Michael Nader (VF : Yves Beneyton ; VQ : Daniel Lesourd) : Frank Mantajano
- Brittney Powell (VF : Anneliese Fromont ; VQ : Élise Bertrand) : Cindy Henderson
- Salma Hayek (VF : Laurence Charpentier ; VQ : Marie-Andrée Corneille) : Cora

- Steve Carlisle (VF : Michel Fortin) : Herb Foster
- Kathy Payne (VF : Micky Sébastian) : Margaret Parks
- Bob Apisa (VF : Saïd Amadis) : Jose Marti
- Jon Huffman (VF : Denis Boileau) : Milliner
- Bill Bellamy (VF : Greg Germain) : Ray
- RuPaul (VF : Greg Germain) : lui-même
- Taurean Blacque (VF : Benoît Allemane) : Les
- K. Addison Young (VF : Antoine Thomé) : Puffy
- Libby Whittemore (VF : Annie Balestra) : Sandra
- David Dwyer (VF : Michel Tugot-Doris) : le sergent Leonard

## Commentaires
- Il s'agit d'un remake de La Chaîne (The Defiant Ones 1958) de Stanley Kramer.
- Le caractère Dodge fait régulièrement référence à des films contemporains, Le Parrain (The Godfather 1972), Délivrance (Deliverance 1972), Tina (What's Love Got to Do with It 1993) et Le Fugitif (1993)... Piper renvoie aussi à Les Nuits rouges de Harlem (Shaft, 1971)